# Манчестер, Ричард Норман
Ричард Норман (Дик) Манчестер (англ. Richard Norman (Dick) Manchester; род. 5 июня 1942 года) — австралийский учёный, член Академии наук Австралии с 1989 года, известный своими исследованиями радиопульсаров.

## Биография

### Ранние годы
Дик Манчестер родился 5 июня 1942 года в Греймуте (Greymouth), на западном берегу Новой Зеландии. Детство Дика прошло в маленьком городе Уаимате (Waimate) в Южном Кентербери, на восточном берегу Южного острова, где Дик окончил начальную и среднюю школу. Он сохраняет новозеландское гражданство, но недавно, поскольку стало возможным двойное гражданство, стал и гражданином Австралии.
В 1960 году Дик поступил в Университет Кентербери в Крайстчерче по технической специальности, получив стипендию Почты Новой Зеландии. Через год Манчестер перевёлся на физическую специальность и вынужден был вернуть полученные деньги Почте, но не ошибся: уже в 1962 году блестящий студент получил премию Хайдона Университета Кентербери, а в 1963 году получил дополнительную стипендию как один из лучших студентов университета. В 1964 году Дик получил степень бакалавра с отличием по физике и продолжил образование в аспирантуре Университета, присоединившись к группе доктора Клифтона Дарфилда Элльетта (Clifton Darfield Ellyett), занимавшейся исследованиями ионосферы. В феврале 1965 года Элльетта пригласил на профессорскую должность Ньюкаслский университет в Австралии, и Элльетт забрал с собой пятерых членов группы, включая Дика. В Ньюкасле Манчестер познакомился с Барбарой Николсон (Barbara A Nicholson), впоследствии бакалавром с отличием по математике и магистром по теоретической физике. Они поженились в феврале 1967 года и имеют троих детей.
В Австралии Дик занялся геомагнитными микропульсациями (geomagnetic micropulsations) — флуктуациями магнитного поля Земли с частотой около одного Герца. Разработав оригинальную теорию, что они вызываются возмущениями от солнечного ветра во внешней магнитосфере Земли, которые затем спускаются через авроральные зоны магнитного поля до поверхности и далее распространяются в экваториальные области планеты через волноводный слой F2 ионосферы, он убедил Ньюкаслский университет развернуть две станции измерения магнитного поля вблизи Хобарта (Hobart) и Ньюкасла, и по результатам измерений показал, что скорость распространения этих микропульсаций на север соответствует скорости Альфвена этого слоя и коррелирует с f0F2 — критической частотой слоя F2, таким образом доказав свою теорию. В 1969 году Дик получил степень PhD по физике от Ньюкаслского университета.

### Начало увлечения радиоастрономией
В конце аспирантуры Дик решил заняться бурно развивавшейся в то время радиоастрономией, интерес к которой разогревал в нём его дядя-радиоинженер. В ноябре 1967 года он вместе с женой нанёс визит Джону Болтону (John Bolton) из Обсерватории Паркса, который, хотя и не был особенно впечатлён, всё же предложил Дику работу в Обсерватории. Условием был обмен опытом: в тот момент Обсерватория ждала прибытия первого заказанного для неё компьютера, PDP-9, и в обмен на обучение радиоастрономии Дик должен был программировать его. Дик и Барбара переехали в Паркс в феврале 1968 года, а компьютер прибыл в апреле 1969, и первой заботой Дика стали ассемблерные программы для снятия и обработки данных с радиотелескопа.
Хотя Дик присутствовал в контрольном центре радиотелескопа 8 марта 1968 года, когда были проведены первые записи радиоизлучения пульсаров в Парксе, он не занимался пульсарами до февраля 1969 года, когда Дик начал помогать Радхакришнану (V Radhakrishnan) в наблюдениях пульсара Вела, которые привели к созданию стандартной современной модели пульсара и выявили первый обнаруженный глитч.
В июле 1969 года Дик стал постдоком Национальной радиоастрономической обсерватории в Шарлотсвилле, штат Виргиния, США, где в течение двух лет осуществлял программу масштабного исследования поляризации излучения пульсаров и проявлений в ней эффекта Фарадея. Во время этих исследований он познакомился с Джозефом Тейлором и Ричардом Хьюгенином (Richard Huguenin), в то время работавшими в Университете Массачусетса в Армхерсте, и в 1971 году Дик был приглашён туда, где работал до 1974 года.

### Карьера вCSIRO
В 1974 году Дик возвращается в Австралию на должность старшего научного сотрудника (Senior Research Scientist) Отделения радиофизики Государственного объединения научных и прикладных исследований (Commonwealth Scientific and Industrial Research Organisation, CSIRO) в Эппинге (Epping). Вскоре после возвращения он заканчивает совместно с Тейлором первую в мире монографию о пульсарах «Пульсары» («Pulsars»), которая вышла в 1977 году и до сих пор обильно цитируется.
С 1980 по 1987 год Дик является главой Астрофизической группы Отделения радиофизики. В 1989 году он избирается членом Академии наук Австралии и получает должность главного научного сотрудника (Chief Research Scientist) в Австралийском национальном агентстве телескопических наблюдений, CSIRO. В эти годы он активно развивает международное сотрудничество в области астрофизики пульсаров с Китаем. В 1997—2000 годах Дик был адъюнкт-профессором (Professorial Associate) Школы физики (School of Physics) Мельбурнского университета. С 1997 года Манчестер является приглашённым профессором (Guest Professor) Пекинского университета, с 2001 года — приглашенным профессором (Adjunct Professor) Сиднейского университета, а с 2002 года — почётным профессором (Honorary Professor) Национальных астрономических обсерваторий Китая (en:National Astronomical Observatories).

### Работа в отставке
С 2008 года Манчестер официально вышел в отставку из CSIRO, но продолжал активно участвовать в исследованиях. В 2009 году он выступил приглашённым докладчиком о поиске гравитационных волн через тайминг пульсаров на конференции MG12 в Париже. В 2009—2012 годах Манчестер был президентом 31 комиссии «Время» Международного астрономического союза, затем с 2013 по 2015 входил там же в рабочую группу по переопределению UTC.

## Научная работа
Основные научные достижения Манчестера связаны с изучением пульсаров. Он в соавторстве с Тейлором написал первую в мире монографию о пульсарах «Пульсары» («Pulsars»), которая вышла в 1977 году, была переведена в 1980 году на русский язык и до сих пор обильно цитируется. Вместе с Эндрю Лином в 1988 году он опубликовал важную работу по поляризации радиоизлучения пульсаров, на основе которой в дальнейшем в 2006 году была составлена карта магнитного поля Галактики. С конца 2000-х годов Манчестер входит в коллаборацию Fermi, изучая гамма-излучение пульсаров. Также группа Дика Манчестера с 1988 года наблюдает остаток сверхновой SNR 1987A в радиодиапазоне, исследуя его взаимодействие с межзвёздной средой.
Вместе с Лином Манчестер также являлся одним из организаторов серии самых успешных обзоров неба с целью поисков пульсаров, проводившихся на радиотелескопе Паркса, в течение которых было открыто более тысячи пульсаров — более чем в два раза больше, чем на всех остальных радиотелескопах мира вместе взятых. В 2003 году так был найден первый двойной пульсар PSR J0737-3039A/B, обе компоненты которого являются пульсарами. Этот пульсар настолько тесен — с орбитальным периодом всего 2,4 часа — что в течение трёх лет наблюдений он дал подтверждения величины эффектов общей теории относительности с точностью 0,05 %. Группа Дика Манчестера также создала и с 2005 года обеспечивает работу веб-каталога пульсаров Australia Telescope National Facility Pulsar Catalogue, а также является разработчиком программного обеспечения для поиска и тайминга пульсаров. С 2003 года Манчестер занимается большим проектом по прецизионному таймингу миллисекундных пульсаров для поиска гравитационных волн низкой частоты.
Перу Манчестера с соавторами принадлежат более 360 научных статьей в научных журналах, которые имеют более 15000 цитирований — в 2002 году он стал членом-основателем Зала славы высокоцитируемых исследователей Института научной информации (англ. ISI Highly Cited Researchers, Inaugural Member).

## Признание
Членство в профессиональных организациях
- Член CSIRO, 2007
- Почётный член Королевского общества Новой Зеландии[англ.], 1997
- Член Австралийской академии наук, 1989

Премии
- Премия CSIRO за научные достижения по совокупности заслуг (англ. CSIRO's Lifetime Achievement Award), 2007

## Основные труды
Монография
- Р. Манчестер, Дж. Тейлор. Пульсары. — М.: Мир, 1980.

Охота за пульсарами
- Hobbs G. B., Edwards R. T., Manchester R. N. TEMPO2, a new pulsar-timing package — I. An overview (англ.) // Monthly Notices of the RAS. — 2006. — Vol. 369. — P. 655—672. — doi:10.1111/j.1365-2966.2006.10302.x. — Bibcode: 2006MNRAS.369..655H. — arXiv:astro-ph/0603381.
- Edwards R. T., Hobbs G. B., Manchester R. N. TEMPO2, a new pulsar timing package - II. The timing model and precision estimates (англ.) // Monthly Notices of the RAS. — 2006. — Vol. 372. — P. 1549—1574. — doi:10.1111/j.1365-2966.2006.10870.x. — Bibcode: 2006MNRAS.372.1549E. — arXiv:astro-ph/0607664.
- Manchester R. N., Hobbs G., Bailes M., Coles W. A., van Straten W., Keith M. J., Shannon R. M., Bhat N. D. R., Brown A., Burke-Spolaor S. G., Champion D. J., Chaudhary A., Edwards R. T., Hampson G., Hotan A. W., Jameson A., Jenet F. A., Kesteven M. J., Khoo J., Kocz J., Maciesiak K., Oslowski S., Ravi V., Reynolds J. R., Sarkissian J. M., Verbiest J. P. W., Wen Z. L., Wilson W. E., Yardley D., Yan W. M., You X. P. The Parkes Pulsar Timing Array Project (англ.) // Publications of the Astron. Soc. of Australia. — 2013. — Vol. 30. — P. e017. — doi:10.1017/pasa.2012.017. — Bibcode: 2013PASA...30...17M. — arXiv:1210.6130.

Излучение пульсаров
- Lyne A. G., Manchester R. N. The shape of pulsar radio beams (англ.) // Monthly Notices of the RAS. — 1988. — Vol. 234. — P. 477—508. — doi:10.1093/mnras/234.3.477. — Bibcode: 1988MNRAS.234..477L.
- McLaughlin M. A., Lyne A. G., Lorimer D. R., Kramer M., Faulkner A. J., Manchester R. N., Cordes J. M., Camilo F., Possenti A., Stairs I. H., Hobbs G., D'Amico N., Burgay M., O'Brien J. T. Transient radio bursts from rotating neutron stars (англ.) // Nature. — 2006. — Vol. 439. — P. 817—820. — doi:10.1038/nature04440. — Bibcode: 2006Natur.439..817M. — arXiv:astro-ph/0511587.
- Han J. L., Manchester R. N., Lyne A. G., Qiao G. J., van Straten W. Pulsar Rotation Measures and the Large-Scale Structure of the Galactic Magnetic Field (англ.) // The Astrophysical Journal. — IOP Publishing, 2006. — Vol. 642. — P. 868—881. — doi:10.1086/501444. — Bibcode: 2006ApJ...642..868H. — arXiv:astro-ph/0601357.
- Verbiest J. P. W., Bailes M., van Straten W., Hobbs G. B., Edwards R. T., Manchester R. N., Bhat N. D. R., Sarkissian J. M., Jacoby B. A., Kulkarni S. R. Precision Timing of PSR J0437-4715: An Accurate Pulsar Distance, a High Pulsar Mass, and a Limit on the Variation of Newton's Gravitational Constant (англ.) // The Astrophysical Journal. — IOP Publishing, 2008. — Vol. 679. — P. 675—680. — doi:10.1086/529576. — Bibcode: 2008ApJ...679..675V. — arXiv:0801.2589.
- Abbott B. P., Abbott R., Acernese F., Adhikari R., Ajith P., Allen B., Allen G., Alshourbagy M., Amin R. S., Anderson S. B., et al. Searches for Gravitational Waves from Known Pulsars with Science Run 5 LIGO Data (англ.) // The Astrophysical Journal. — IOP Publishing, 2010. — Vol. 713. — P. 671—685. — doi:10.1088/0004-637X/713/1/671. — Bibcode: 2010ApJ...713..671A. — arXiv:0909.3583.

Двойной пульсар
- Burgay M., D'Amico N., Possenti A., Manchester R. N., Lyne A. G., Joshi B. C., McLaughlin M. A., Kramer M., Sarkissian J. M., Camilo F., Kalogera V., Kim C., Lorimer D. R. An increased estimate of the merger rate of double neutron stars from observations of a highly relativistic system (англ.) // Nature. — 2003. — Vol. 426. — P. 531—533. — doi:10.1038/nature02124. — Bibcode: 2003Natur.426..531B. — arXiv:astro-ph/0312071.
- Lyne A. G., Burgay M., Kramer M., Possenti A., Manchester R. N., Camilo F., McLaughlin M. A., Lorimer D. R., D'Amico N., Joshi B. C., Reynolds J., Freire P. C. C. A Double-Pulsar System: A Rare Laboratory for Relativistic Gravity and Plasma Physics (англ.) // Science. — 2004. — Vol. 303. — P. 1153—1157. — doi:10.1126/science.1094645. — Bibcode: 2004Sci...303.1153L. — arXiv:astro-ph/0401086.
- Kramer M., Stairs I. H., Manchester R. N., McLaughlin M. A., Lyne A. G., Ferdman R. D., Burgay M., Lorimer D. R., Possenti A., D'Amico N., Sarkissian J. M., Hobbs G. B., Reynolds J. E., Freire P. C. C., Camilo F. Tests of General Relativity from Timing the Double Pulsar (англ.) // Science. — 2006. — Vol. 314. — P. 97—102. — doi:10.1126/science.1132305. — Bibcode: 2006Sci...314...97K. — arXiv:astro-ph/0609417.

Прецизионный тайминг пульсаров и поиск гравитационных волн
- Jenet F. A., Hobbs G. B., van Straten W., Manchester R. N., Bailes M., Verbiest J. P. W., Edwards R. T., Hotan A. W., Sarkissian J. M., Ord S. M. Upper Bounds on the Low-Frequency Stochastic Gravitational Wave Background from Pulsar Timing Observations: Current Limits and Future Prospects (англ.) // The Astrophysical Journal. — IOP Publishing, 2006. — Vol. 653. — P. 1571—1576. — doi:10.1086/508702. — Bibcode: 2006ApJ...653.1571J. — arXiv:astro-ph/0609013.
- Verbiest J. P. W., Bailes M., Coles W. A., Hobbs G. B., van Straten W., Champion D. J., Jenet F. A., Manchester R. N., Bhat N. D. R., Sarkissian J. M., Yardley D., Burke-Spolaor S., Hotan A. W., You X. P. Timing stability of millisecond pulsars and prospects for gravitational-wave detection (англ.) // Monthly Notices of the RAS. — 2009. — Vol. 400. — P. 951—968. — doi:10.1111/j.1365-2966.2009.15508.x. — Bibcode: 2009MNRAS.400..951V. — arXiv:0908.0244.
- Hobbs G., Archibald A., Arzoumanian Z., Backer D., Bailes M., Bhat N. D. R., Burgay M., Burke-Spolaor S., Champion D., Cognard I., Coles W., Cordes J., Demorest P., Desvignes G., Ferdman R. D., Finn L., Freire P., Gonzalez M., Hessels J., Hotan A., Janssen G., Jenet F., Jessner A., Jordan C., Kaspi V., Kramer M., Kondratiev V., Lazio J., Lazaridis K., Lee K. J., Levin Y., Lommen A., Lorimer D., Lynch R., Lyne A., Manchester R., McLaughlin M., Nice D., Oslowski S., Pilia M., Possenti A., Purver M., Ransom S., Reynolds J., Sanidas S., Sarkissian J., Sesana A., Shannon R., Siemens X., Stairs I., Stappers B., Stinebring D., Theureau G., van Haasteren R., van Straten W., Verbiest J. P. W., Yardley D. R. B., You X. P. The International Pulsar Timing Array project: using pulsars as a gravitational wave detector (англ.) // Classical and Quantum Gravity. — 2010. — Vol. 27, no. 8. — P. 084013. — doi:10.1088/0264-9381/27/8/084013. — Bibcode: 2010CQGra..27h4013H. — arXiv:0911.5206.
- Shannon R. M., Ravi V., Coles W. A., Hobbs G., Keith M. J., Manchester R. N., Wyithe J. S. B., Bailes M., Bhat N. D. R., Burke-Spolaor S., Khoo J., Levin Y., Oslowski S., Sarkissian J. M., van Straten W., Verbiest J. P. W., Wang J.-B. Gravitational-wave limits from pulsar timing constrain supermassive black hole evolution (англ.) // Science. — 2013. — Vol. 342. — P. 334—337. — Bibcode: 2013Sci...342..334S. — arXiv:1310.4569.
- Shannon R. M., Ravi V., Lentati L. T., Lasky P. D., Hobbs G., Kerr M., Manchester R. N., Coles W. A., Levin Y., Bailes M., Bhat N. D. R., Burke-Spolaor S., Dai S., Keith M. J., Osłowski S., Reardon D. J., van Straten W., Toomey L., Wang J.-B., Wen L., Wyithe J. S. B., Zhu X.-J. Gravitational waves from binary supermassive black holes missing in pulsar observations (англ.) // Science. — 2015. — Vol. 349. — P. 1522—1525. — doi:10.1126/science.aab1910. — Bibcode: 2015Sci...349.1522S. — arXiv:1509.07320.

Коллаборация Fermi — гамма-излучение пульсаров
- Abdo A. A., Ackermann M., Ajello M., Atwood W. B., Axelsson M., Baldini L., Ballet J., Barbiellini G., Baring M. G., Bastieri D., Baughman B. M., Bechtol K., Bellazzini R., Berenji B., Bignami G. F., Blandford R. D., Bloom E. D., Bonamente E., Borgland A. W., Bregeon J., Brez A., Brigida M., Bruel P., Burnett T. H., Caliandro G. A., Cameron R. A., Camilo F., Caraveo P. A., Carlson P., Casandjian J. M., Cecchi C., Çelik Ö., Charles E., Chekhtman A., Cheung C. C., Chiang J., Ciprini S., Claus R., Cognard I., Cohen-Tanugi J., Cominsky L. R., Conrad J., Corbet R., Cutini S., Dermer C. D., Desvignes G., de Angelis A., de Luca A., de Palma F., Digel S. W., Dormody M., do Couto e Silva E., Drell P. S., Dubois R., Dumora D., Edmonds Y., Farnier C., Favuzzi C., Fegan S. J., Focke W. B., Frailis M., Freire P. C. C., Fukazawa Y., Funk S., Fusco P., Gargano F., Gasparrini D., Gehrels N., Germani S., Giebels B., Giglietto N., Giordano F., Glanzman T., Godfrey G., Grenier I. A., Grondin M. H., Grove J. E., Guillemot L., Guiriec S., Hanabata Y., Harding A. K., Hayashida M., Hays E., Hobbs G., Hughes R. E., Jóhannesson G., Johnson A. S., Johnson R. P., Johnson T. J., Johnson W. N., Johnston S., Kamae T., Katagiri H., Kataoka J., Kawai N., Kerr M., Knödlseder J., Kocian M. L., Kramer M., Kuss M., Lande J., Latronico L., Lemoine-Goumard M., Longo F., Loparco F., Lott B., Lovellette M. N., Lubrano P., Madejski G. M., Makeev A., Manchester R. N., Marelli M., Mazziotta M. N., McConville W., McEnery J. E., McLaughlin M. A., Meurer C., Michelson P. F., Mitthumsiri W., Mizuno T., Moiseev A. A., Monte C., Monzani M. E., Morselli A., Moskalenko I. V., Murgia S., Nolan P. L., Norris J. P., Nuss E., Ohsugi T., Omodei N., Orlando E., Ormes J. F., Paneque D., Panetta J. H., Parent D., Pelassa V., Pepe M., Pesce-Rollins M., Piron F., Porter T. A., Rainò S., Rando R., Ransom S. M., Ray P. S., Razzano M., Rea N., Reimer A., Reimer O., Reposeur T., Ritz S., Rochester L. S., Rodriguez A. Y., Romani R. W., Roth M., Ryde F., Sadrozinski H. F. W., Sanchez D., Sander A., Saz Parkinson P. M., Scargle J. D., Schalk T. L., Sgrò C., Siskind E. J., Smith D. A., Smith P. D., Spandre G., Spinelli P., Stappers B. W., Starck J. L., Striani E., Strickman M. S., Suson D. J., Tajima H., Takahashi H., Tanaka T., Thayer J. B., Thayer J. G., Theureau G., Thompson D. J., Thorsett S. E., Tibaldo L., Torres D. F., Tosti G., Tramacere A., Uchiyama Y., Usher T. L., Van Etten A., Vasileiou V., Venter C., Vilchez N., Vitale V., Waite A. P., Wallace E., Wang P., Watters K., Webb N., Weltevrede P., Winer B. L., Wood K. S., Ylinen T., Ziegler M. A Population of Gamma-Ray Millisecond Pulsars Seen with the Fermi Large Area Telescope (англ.) // Science. — 2009. — Vol. 325. — P. 848. — doi:10.1126/science.1176113. — Bibcode: 2009Sci...325..848A.
- Fermi collaboration. Fermi Large Area Telescope Observations of the Vela Pulsar (англ.) // The Astrophysical Journal. — IOP Publishing, 2009. — Vol. 696. — P. 1084—1093. — doi:10.1088/0004-637X/696/2/1084. — Bibcode: 2009ApJ...696.1084A. — arXiv:0812.2960.
- Fermi collaboration. The First Fermi Large Area Telescope Catalog of Gamma-ray Pulsars (англ.) // The Astrophysical Journal. — IOP Publishing, 2010. — Vol. 187. — P. 460—494. — doi:10.1088/0067-0049/187/2/460. — Bibcode: 2010ApJS..187..460A. — arXiv:0910.1608.
- Fermi collaboration. The Second Fermi Large Area Telescope Catalog of Gamma-Ray Pulsars (англ.) // The Astrophysical Journal. — IOP Publishing, 2013. — Vol. 208. — P. 17. — doi:10.1088/0067-0049/208/2/17. — Bibcode: 2013ApJS..208...17A. — arXiv:1305.4385.